# Onthophagus tamijii
Onthophagus tamijii là một loài bọ cánh cứng trong họ Bọ hung (Scarabaeidae).